# Colletes volsellatus
Colletes volsellatus är en biart som beskrevs av Metz 1910. Colletes volsellatus ingår i släktet sidenbin, och familjen korttungebin. Inga underarter finns listade i Catalogue of Life.